# Lyonieae
Lyonieae es una tribu de plantas fanerógamas perteneciente a la familia Ericaceae. El género tipo es Lyonia Nutt.. Incluye los siguientes géneros:

## Géneros
- Agarista D. Don ex G. Don
- Agauria (DC.) Hook. f. = Agarista D. Don ex G. Don
- Ampelothamnus Small = Pieris D. Don
- Arcterica Coville = Pieris D. Don
- Craibiodendron W. W. Sm.
- Desmothamnus Small = Lyonia Nutt.
- Lyonia Nutt.
- Neopieris Britton = Lyonia Nutt.
- Nuihonia Dop = Craibiodendron W. W. Sm.
- Pieris D. Don
- Xolisma Raf. = Lyonia Nutt.